# Zollner-Friedenskapelle

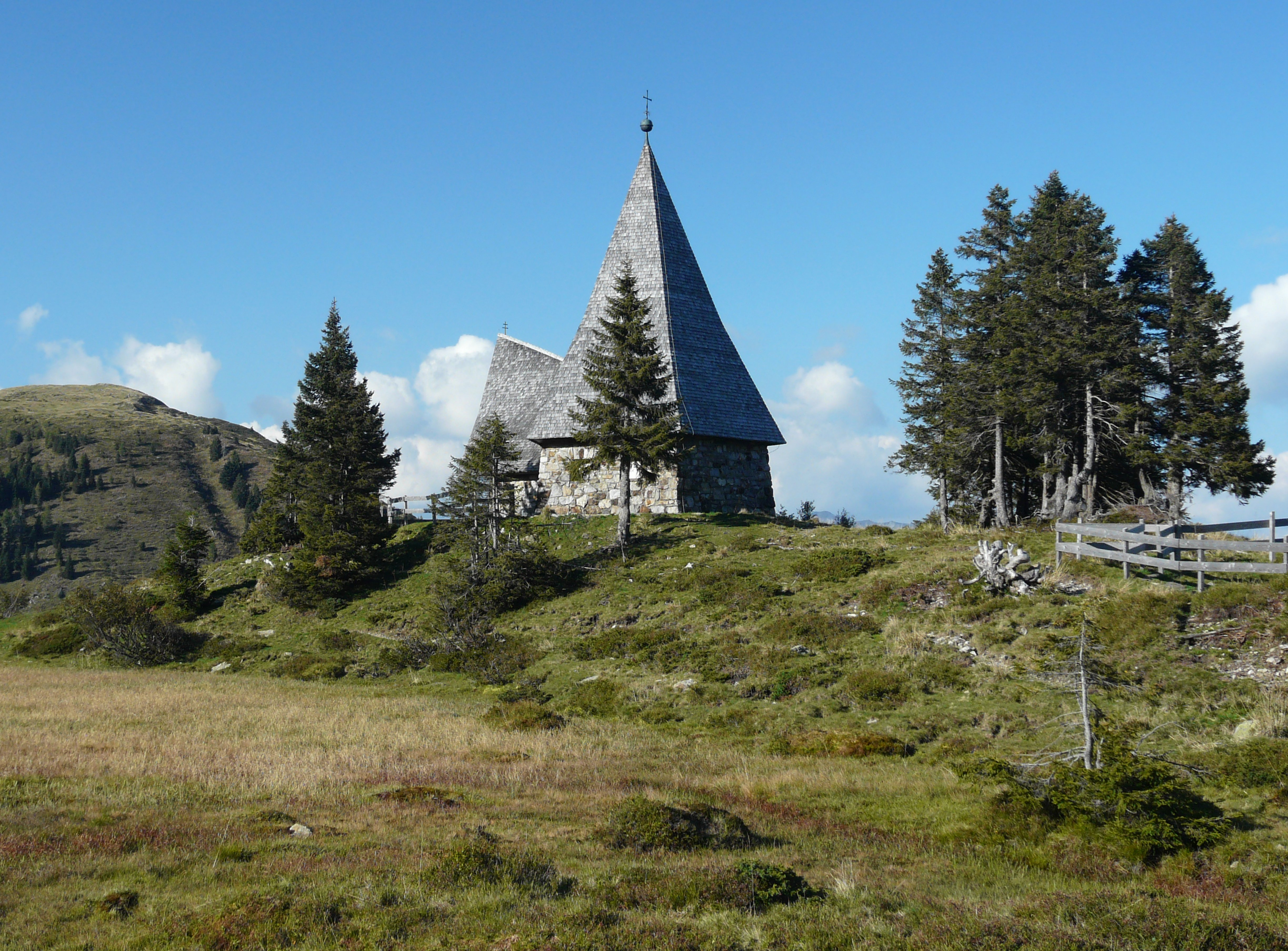
Die Zollner-Friedenskapelle

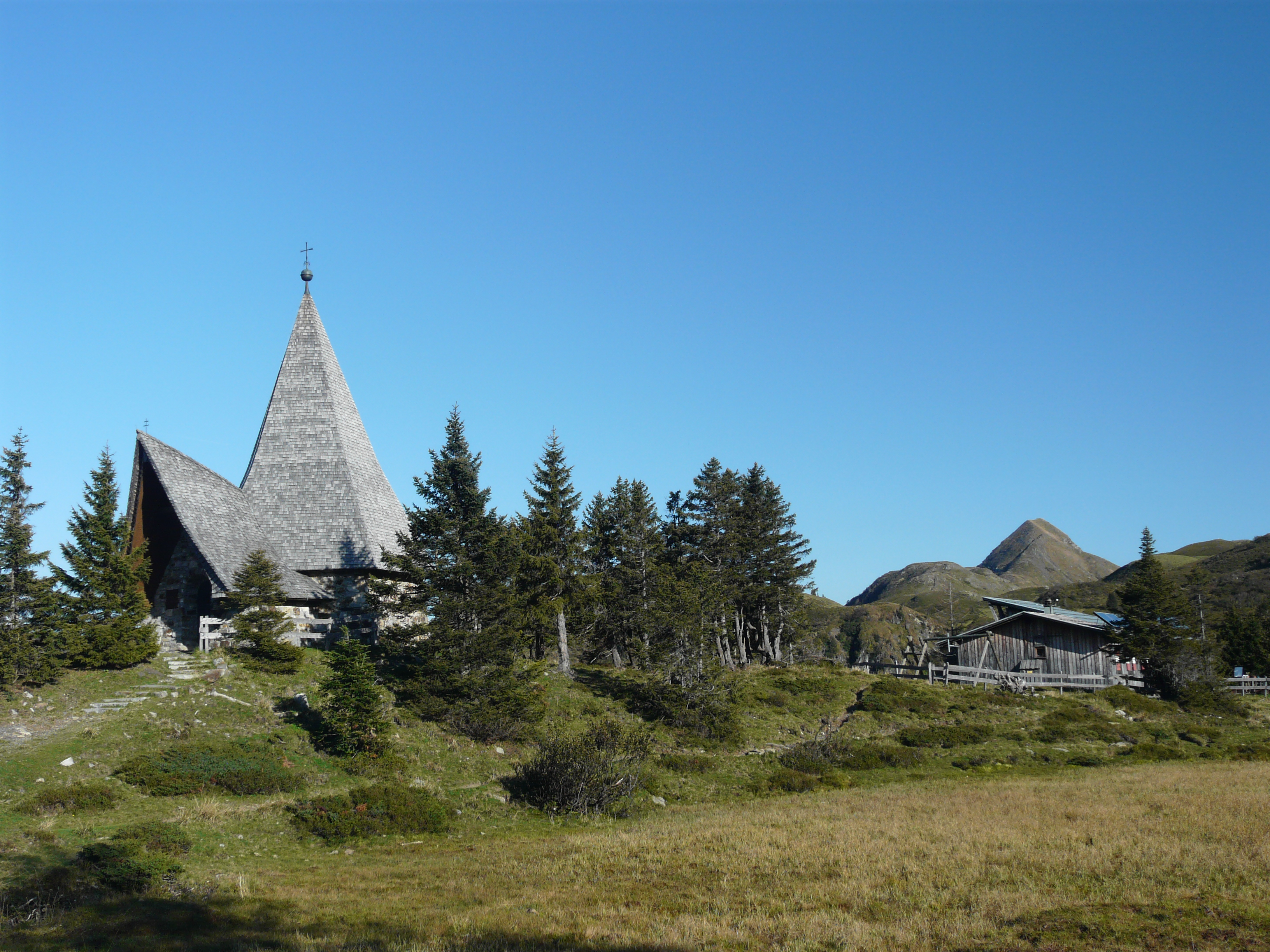
Die Zollner-Friedenskapelle mit der Zollnerseehütte im Hintergrund

Die Zollner-Friedenskapelle ist eine auf etwa 1.750 Metern Höhe gelegene Kapelle im zum österreichischen Bundesland Kärnten gehörenden Teil der Karnischen Alpen. Sie steht auf einer kleinen Bodenerhebung in Nachbarschaft zur südöstlich befindlichen Zollnerseehütte.

## Geschichte
Die Kapelle wurde in den 1980er Jahren als Mahn- und Gedenkstätte für die gefallenen Soldaten des Gebirgskrieges im Ersten Weltkrieg errichtet – von 1915 bis 1917 verlief die Frontlinie nur knapp südlich des heutigen Kapellenstandortes.
Auf Initiative des Bergrettungsarztes und Vorsitzenden der Ortsgruppe der AV-Sektion Austria, Ernst Steinwender, erfolgte der Bau in Kooperation mit dieser Ortsgruppe und dem Ortsverband Dellach-Gailtal des Österreichischen Kameradschaftsbundes. Der Plan für den Bau stammte von der italienischen Architekturstudentin Marina Muser. Der Bau wurde vor allem durch Spenden finanziert. Ein Großteil der Baumaßnahmen wurde hierbei von freiwilligen Helfern ausgeführt. Als Baumaterial für die Wandmauern dienten vor allem Mauerreste ehemaliger Kriegsunterkünfte des Ersten Weltkriegs. Kurz vor Fertigstellung wurde die Dachkonstruktion im Juni 1987 durch einen Blitzschlag zerstört. Nach Behebung des Schadens wurde die Kapelle am 20. September 1987 im Rahmen eines Friedensfestes unter der Beteiligung von über 2300 Teilnehmern kirchlich geweiht.
Seither findet alljährlich am 15. August eine Bergmesse bei der Zollner-Friedenskapelle statt.